# Kendall Jenner
 Der er for få eller ingen kildehenvisninger i denne artikel, hvilket er et problem. Du kan hjælpe ved at angive troværdige kilder til de påstande, som fremføres i artiklen.

Kendall Nicole Jenner (født 3. november 1995) er en amerikansk reality stjerne, model og mærkeambassadør for Seventeen Magazine. Hun er mest kendt for at være med i det populære reality show Keeping Up with the Kardashians. Hun har været model for blandt andet mærkerne: Sherri Hills, Victoria's secret, Calvin Klein, Marc Jacobs, Fendi og Estée Lauder. Hun startede sin modelkarriere som 14-årig.
Udover at være model og realitystjerne, har Kendall skrevet 2 bøger sammen med sin søster Kylie Jenner.

## Baggrund
Kendall Jenner er født i Los Angeles i Californien. Hun er datter af tidligere OL-atlet Bruce Jenner - nu Caitlyn Jenner - og Kris Jenner (født Houghton, tidligere Kardashian).
Hun har søsteren, Kylie Jenner. Hun har endvidere halvbrødrene Brandon Jenner, Brody Jenner og Rob Kardashian samt halvsøstrene Casey Jenner, Kourtney Kardashian, Kim Kardashian og Khloe Kardashian.
Kendall gik på privatskolen Sierra Canyon School indtil skoleåret 2012-2013, hvor hun også var cheerleader. Siden da har hun fået hjemmeundervisning.
Hun er opkaldt efter sin mors gode veninde Nicole Brown Simpson.